# Ankarongana- Antsiranana II
Ankarangona est une ville et une commune urbaine (Kaominina), du nord de Madagascar, dans la province de Diego-Suarez.

## Administration
Ankarangona est une commune rurale du district d'Antsiranana II, située dans la région de Diana, dans la province de Diego-Suarez.

## Économie

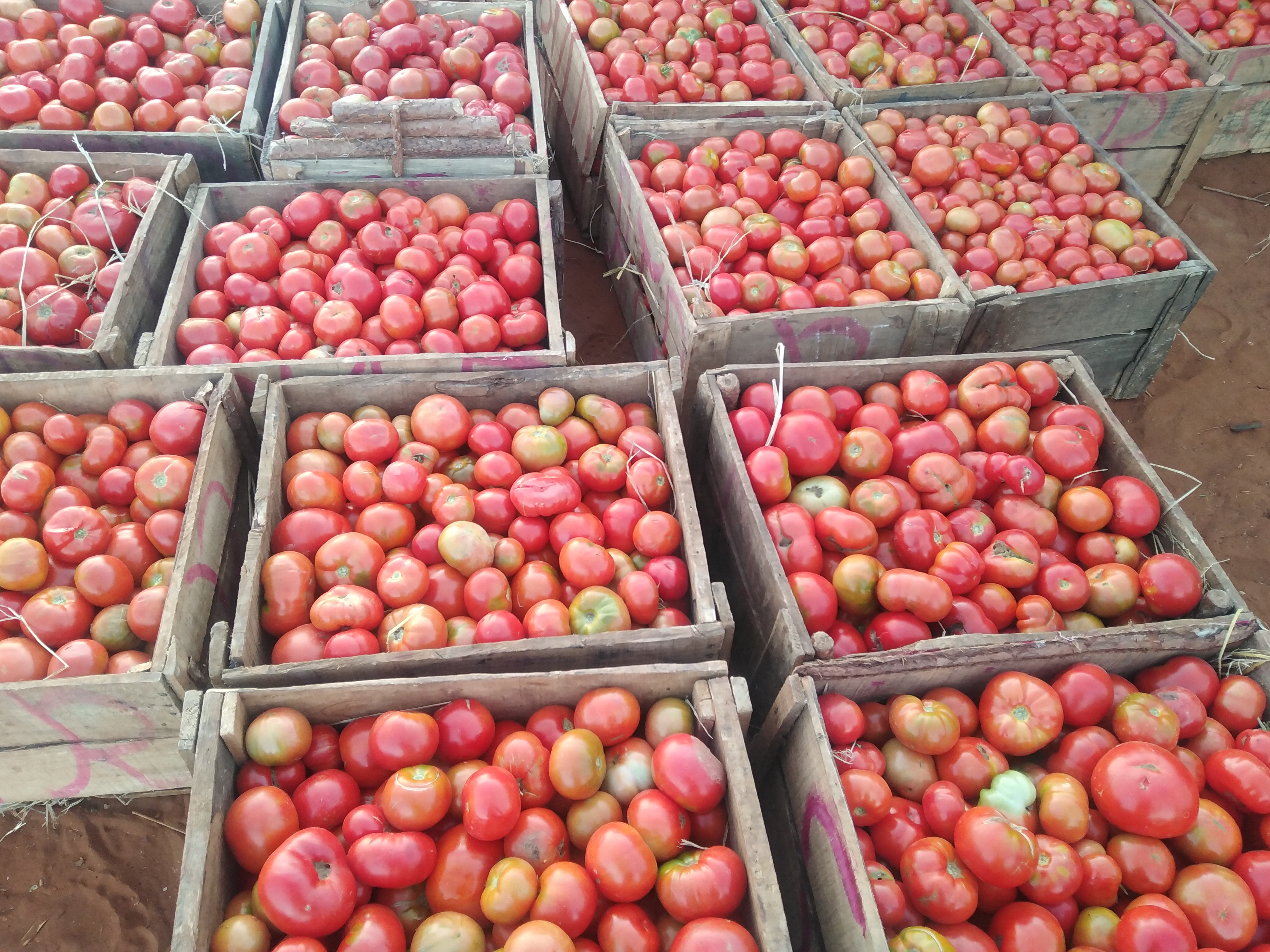
Tomate Ankarongana

La population est majoritairement rurale. On trouve sur le territoire communal des exploitations de tomates et de concombres et des rizières.

## Démographie
La population est estimée à 5 610 habitants, en 2001.